# Bathyplotes triplax
Bathyplotes triplax is een zeekomkommer uit de familie Synallactidae.
De wetenschappelijke naam van de soort werd in 1920 gepubliceerd door Austin Hobart Clark.